# Zamak

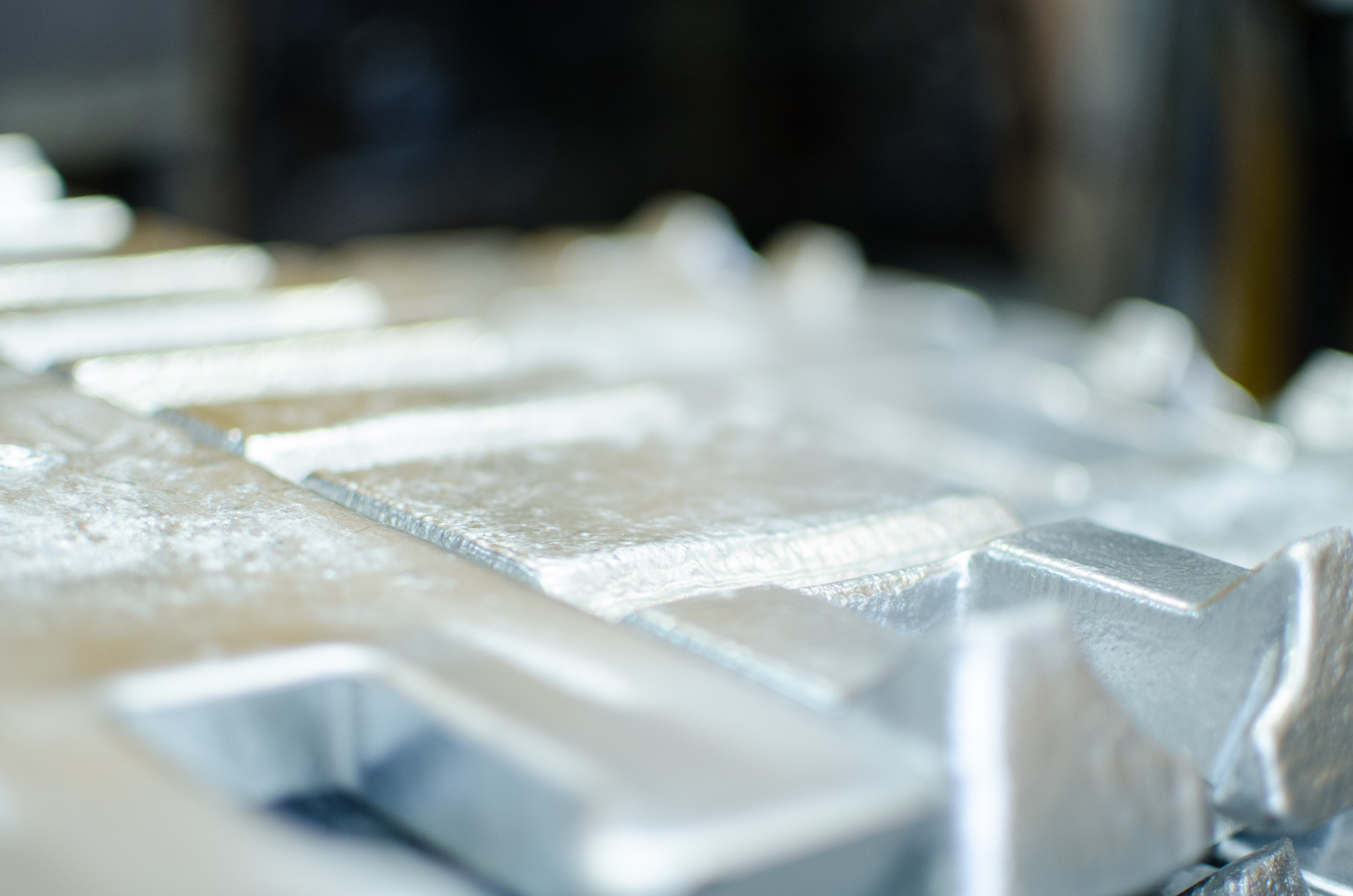
Lingots en Zamak.

Le zamak est un alliage à base de zinc, auquel sont liés de l'aluminium, du magnésium et du cuivre. Il tire son nom de l'acronyme en allemand de chaque élément entrant dans sa composition : Zink, Aluminium, Magnesium et Kupfer (cuivre). Sa masse volumique est de 6 700 kg/m3 et sa température de fusion de 400 °C.
Particulièrement adaptés à la coulée sous pression, les alliages de zinc permettent d’obtenir des pièces minces et des pièces de configuration complexe.
Les excellentes caractéristiques mécaniques du zamak, la très bonne coulabilité sous pression, la stabilité dimensionnelle, la résistance à la corrosion (la première fonction du zinc est de protéger l’acier) en font un alliage propice à la fabrication de pièces très minces, de forme complexe, permettant des cadences de production élevées, faisant de cet alliage un composant techniquement fiable et économiquement très  compétitif pour les concepteurs de technologies.
Les alliages de zinc sont réutilisables à 100 %, sans perte de caractéristiques par le recyclage des produits en fin de vie. Ils contribuent ainsi à la consommation raisonnée des matières premières.

## Histoire
L’appellation commerciale zamak date du premier brevet (1926) déposé par August Heckscher et Stephen S. Palmer, dirigeants de la New Jersey Zinc Company, future Horsehead Corporation. Elle met en évidence la nécessité d’utiliser du zinc de haute pureté titrant à 99,995 % pour l’élaboration de ces alliages. Grâce à l’addition d’éléments tels que l’aluminium, le cuivre et le magnésium, les caractéristiques mécaniques, dimensionnelles et de fonderie sont optimisées.
La mise au point de la composition chimique des alliages de zinc est le fruit de longues recherches garantissant des caractéristiques adaptées à de multiples applications. Chacun des composants joue un rôle essentiel et les qualités qu’il confère à l’alliage lui sont propres.
Si le zinc utilisé a trop d'impuretés, il peut s'altérer avec le temps. Le zamak des années 1950 tombait fréquemment en poussière : on parlait de la peste du zinc.

## Composition
Selon les normes obsolètes de AFNOR A 55-102 « Alliages de zinc en lingots » et A 55-010 « Pièces moulées sous pression en alliages de zinc », la composition normalisée du zamak est :
- pour le Z-A4 G (commercialisé sous le nom de zamak 3) : 3,9 à 4,3 % d'aluminium, 0 à 0,10 % de cuivre, 0,03 à 0,06 % de magnésium, tout le reste de l'alliage (soit 95,54 % au moins) étant constitué de zinc ;
- pour le Z-A4 U1 G (commercialisé sous le nom de zamak 5) : 3,9 à 4,3 % d'aluminium, 0,75 à 1,25 % de cuivre, 0,03 à 0,06 % de magnésium, tout le reste de l'alliage (soit 94,39 % au moins) étant constitué de zinc.

La norme NF EN 1774 en 1997 fixe les compositions suivantes, :
- pour le ZnAl4 : 3,8 à 4,2 % d'aluminium, 0,03 % de cuivre maximum, 0,035 à 0,06 % de magnésium, 0,003 % de plomb au maximum, 0,003 % de cadmium au maximum, 0,001 % d'étain au maximum, 0,02 % de fer au maximum, 0,001 % de nickel au maximum, 0,02 % de silicium au maximum, le solde étant du zinc ;
- pour le ZnAl4Cu1 : même définition, mais avec une teneur en cuivre comprise entre 0,7 et 1,1 %.

## Utilisation
Le zamak est utilisé dans les industries suivantes :
- automobile (éléments de tableau de bord, éclairage, freinage, essuie-glaces, équilibrage des roues, serrurerie et sécurité de l’habitacle) ;
- bâtiment (charnière, distribution gaz, mécanisme pour volet et store, serrure, ventilation) ;
- décoration (horlogerie, parfumerie et cosmétique, articles publicitaires) ;
- électricité et l’électronique (alarme, armoire électrique, boîtier de commande connectique) ;
- habillement (boucle, fermeture éclair) ;
- armement (les culasses et glissières de certaines armes sont en zamak) ;
- jouets (moulinet, cyclisme, voitures miniatures)[4].

## Propriétés

### Résistance mécanique
À température ambiante, la limite d'élasticité des alliages de zinc est très supérieure à celle des alliages d’aluminium et de magnésium ainsi qu’à celle des plastiques les plus résistants. Les alliages de zinc sont capables d’absorber une grande quantité d’énergie en se déformant sous l’effet d’une contrainte largement supérieure à la contrainte maximale admissible.

### Résistance à la déformation
Les alliages de zinc sont reconnus comme des matériaux rigides. Leur résistance au cisaillement, à la torsion, à la flexion et à la compression est élevée. Ces propriétés alliées à la résistance mécanique du zamak permettent de diminuer les volumes des pièces à réaliser, économisant ainsi du poids et de l’espace.

### Résilience et ductilité
Une forte résistance aux chocs et une bonne ductilité sont les qualités intrinsèques des alliages de zinc, qualités qu’on retrouve plus rarement dans les autres alliages de fonderie réalisés en sous pression. La ductilité est importante dans les opérations de post fonderie telles que le rivetage et de sertissage. La résistance aux chocs (résilience) permet l’utilisation des alliages de zinc dans des conditions d’emplois difficiles.

### Dureté

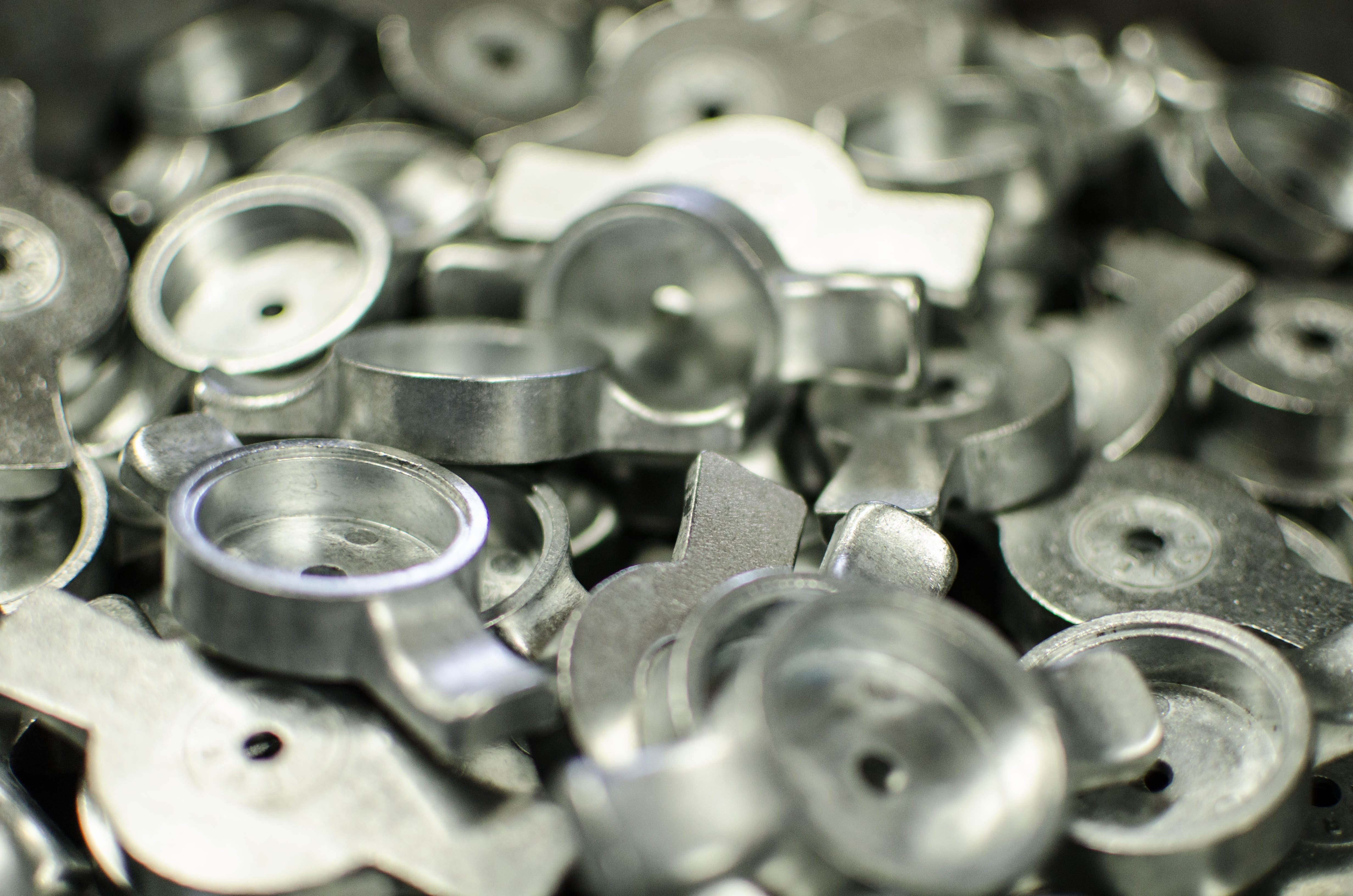
Pièces en zamak fabriquées en grande série.

Les alliages de zinc sont plus durs que les alliages en aluminium ou en magnésium. Les éléments d’addition tels que le cuivre améliorent la résistance à l’usure. Les alliages de zinc sont ainsi utilisés dans des applications de frottement sous charge moyenne où les propriétés de frottement du Zamak permettent de réaliser des pièces sans recourir à des traitements de surface. On trouve ainsi de nombreuses applications dans la serrurerie ou l’horlogerie.

### Conductivité
Comme les alliages de zinc conduisent bien la chaleur et l’électricité, ils peuvent être utilisés pour produire des dissipateurs de chaleur. L’excellente coulabilité (fluidité) des alliages de zinc permet ainsi de créer des ailettes très fines de refroidissement sur les pièces. La conductivité électrique permet de concevoir des boîtiers répondant aux exigences électroniques en termes de protection et blindage électromagnétique (protection EMI, RFI et ESD).

### Résistance à la fatigue
La résistance à la fatigue est un critère important dans le choix d’un matériau, la rupture due à la fatigue étant le cas le plus fréquent dans les pièces mécaniques. Les alliages de zinc ont des résistances à la fatigue sept à dix fois plus importantes qu’un plastique de type ABS.

### Fluage
Tous les matériaux fluent. Le fluage est un phénomène physique qui provoque la déformation irréversible différée d'un matériau soumis à une contrainte constante, inférieure à la limite d'élasticité du matériau, pendant une durée suffisante. Les alliages de zinc, comme tous les matériaux, peuvent présenter des déformations lorsqu’ils sont soumis de manière permanente à un couple « température + contraintes » important. D’une manière générale, une attention particulière doit être apportée pour des utilisations au-delà de 70 °C, sous contrainte permanente. Pour des applications présentant un risque de fluage, comme l’application continue d’une force à une température élevée, les alliages de zinc ont une résistance supérieure par rapport aux plastiques courants injectés. Cette propriété permet aux alliages de zinc d’être utilisés dans le cas de chargement statique. Cependant, un dessin optimisé en termes de contraintes minimales et une étude poussée des températures appliquées sont nécessaires pour vérifier la compatibilité des alliages de zinc avec le cahier des charges de l’application finale.

### Étanchéité aux fluides sous pression
La santé matière des pièces est en grande partie liée à la conception de produit, la bonne réalisation du moule et au contrôle de l’injection. Ces paramètres maîtrisés permettent de répondre à des demandes d’étanchéité d’une pièce soumise à une pression donnée. Comme pour tous les matériaux injectés, plastique ou métallique, il y a une forte intrication entre le design de la pièce et l’optimisation du remplissage.

### Capacité d'amortissement
La capacité d’amortissement des alliages de zinc en termes d’absorption d’énergie (vibrations mécaniques ou naturelles) est comparable à celle des alliages de magnésium et cinq à dix fois supérieure à celle des alliages d’aluminium. Cette caractéristique permet aux alliages de zinc d’être un choix parfaitement adapté pour les applications où des absorptions de vibrations sont demandées.

### Résistance à la corrosion
En ambiance d’intérieur, les alliages de zinc se ternissent. Ce changement de coloration correspond à la formation d’une très fine pellicule d’oxyde de zinc. Aucun traitement protecteur n’est donc nécessaire si l’on ne recherche pas un aspect décoratif. Le zinc est utilisé de façon courante pour protéger l’acier en extérieur (galvanisation) : pylônes, toitures, glissières de sécurité. En ambiance extérieure agressive (tropicale, pétrochimique, marine), cette couche d’oxyde de zinc apparaîtra sous une forme blanchâtre communément appelée rouille blanche. Cette oxydation n’altère en rien les caractéristiques mécaniques du zamak. Elle peut être retardée par l’application d’une passivation. Les alliages de zinc ne sont pas attaqués par les hydrocarbures liquides raffinés, ni par les différents combustibles gazeux utilisés pour les usages domestiques, d’où son utilisation pour la fabrication de carburateurs ainsi que d’appareils destinés à la distribution du gaz naturel.

### Autres propriétés
Tous les alliages de zinc à l’exception du ZA 27 sont considérés comme « non étincelables ». Ils sont une alternative parfaite et peu coûteuse par rapport aux bronzes dans des environnements potentiellement explosifs. Le zinc étant amagnétique, il peut être un matériau idéal dans l’électronique ou pour des applications sensibles aux perturbations magnétiques. 

## Caractéristiques économiques
Les alliages de zinc sont des matériaux techniques, durables et économiques. Aucun autre type d’alliage n’offre une telle combinaison de résistance mécanique et de recyclabilité, dans des conditions économiques compétitives.
Les caractéristiques intrinsèques du zamak permettent de saisir des opportunités d’économie[pas clair] tout au long de la vie d’un produit.

### Fabrication
- L’excellente coulabilité des alliages de zinc permet d’envisager des pièces esthétiques et complexes, à même de valoriser le produit du client. Ces pièces fonctionnelles peuvent être moulées en une seule unité, ce qui évite des opérations d’assemblage.
- Les technologies récentes d’injection, alliées à une conception précise des outillages autorisent des parois très fines, réduisant directement la quantité de matière et la masse à transporter.
- Les caractéristiques physiques du Zamak induisent l’utilisation de machines d’injection en chambre chaude proportionnellement plus petites (fluidité de l’alliage), fonctionnant à plus haute cadence (capacité de production et productivité), consommant moins d’énergie (basse température de fusion), avec une fréquence de maintenance des pièces d’usure beaucoup plus faible (interaction zinc – fer réduite). Ce dernier point permet aussi de garantir une durée des outillages beaucoup plus longue (pouvant atteindre un million de cycles voire plus, selon la complexité de l’outillage).

### Vie des produits
Avec une chaîne logistique simple et sécurisée. Les différents alliages de zinc, peu nombreux, sont normalisés et donc commercialisés par plusieurs producteurs. De plus, l’excellente tenue à la corrosion et à l’usure permet d’envisager une longue durée de vie (supérieure à vingt ans).

### Fin de vie des produits
Le zamak peut être recyclé à 100 %, au moyen d'une faible dépense d’énergie (grâce à sa faible température de fusion). Soit le produit est recyclé en zamak sans perte de ses caractéristiques et il prend ainsi la forme d’un nouveau produit, selon le modèle du berceau au berceau, soit le produit est recyclé à travers une filière de distillation ou une filière de production d'oxydes. Cela arrive quand la teneur de certains éléments de composition de l'alliage obtenu excède les limites de la norme NF EN 1774.

## Création d'une pièce en zamak

### Conception et aménagements de la pièce
Cette étape est réalisée en étroite collaboration entre le fondeur et le donneur d’ordre pour répondre aux exigences du cahier des charges, et aux impératifs de la technologie de moulage sous pression d’alliages de zinc. Cette définition fonctionnelle numérisée, une fois redéfinie, servira à la réalisation des études des outillages. Ce travail permet d’optimiser les coûts et de fiabiliser la fabrication du produit.

### Prototypage
Le prototypage rapide de pièces en zamak se fait selon le procédé de coulée sous vide dit « à cire perdue ». L’utilisation de l’alliage ILZRO 12 permet d’obtenir des pièces dont les propriétés mécaniques sont très proches de celles des alliages de zinc coulés sous pression, avec néanmoins une moindre précision dimensionnelle.

### Conception et réalisation des outillages

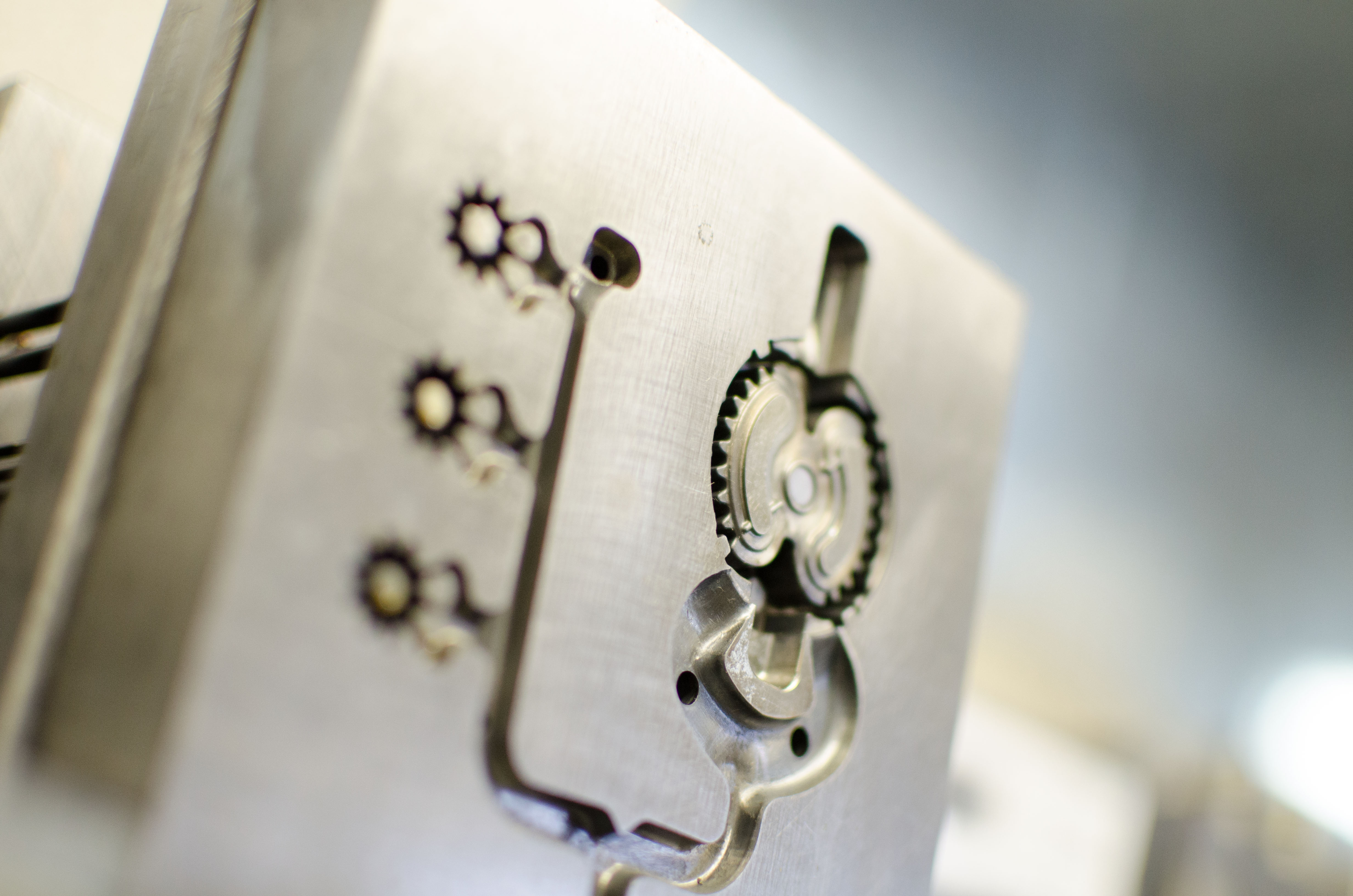
Exemple d'outillage, fonderie zamak.

La conception des outillages se fait sur CAO 3D à partir des éléments précédents (DFN de la pièce et simulation de remplissage). Un moule peut schématiquement se décomposer en trois parties :
- les empreintes : blocs d’acier usinés à la forme négative de la DFN de la pièce de fonderie définie à l’étape 1, retrait pris en compte ;
- le système d’alimentation : il permet l’acheminement du métal en fusion, depuis le four de fusion jusque dans les empreintes. Il est réalisé à partir des résultats de la simulation de remplissage ;
- la carcasse : ossature qui maintient les empreintes et qui comprend les éléments de fixation du moule sur la machine, les guidages du moule et les différentes cinématiques (éjection, glissières).

La réalisation est confiée à des spécialistes. Différentes techniques d’usinage sont utilisées : fraisage et tournage conventionnels, rectification plane et cylindrique, électro-érosion par enfonçage ou par fil ; fraisage 3D sur machine-outil à commande numérique.

### Essai de moulage, réglages des machines chambres chaudes
Le moule est monté sur la presse à injecter et le technicien procède aux réglages de la presse. Il vérifie :
- les fermetures entre les parties en mouvement ;
- les différentes cinématiques ;
- le bon remplissage ;
- la bonne éjection sans déformation ;
- la qualité d’égrappage de l’alimentation.

### Égrappage
L’égrappage est la séparation de la pièce et des autres éléments qui constituent la « grappe » : le système d’alimentation, soit l’ensemble des canaux permettant de remplir la pièce, et les talons de lavage, sorte de poches situées en aval de la pièce, permettant de récupérer les oxydes et autres impuretés. Cette séparation peut être effectuée mécaniquement avec un outil de découpe, ou bien manuellement, ou encore par un procédé en vrac appelé « tonneau » où la séparation se fait par le brassage des grappes et nécessite ensuite un tri pour isoler les pièces nobles des déchets à recycler.

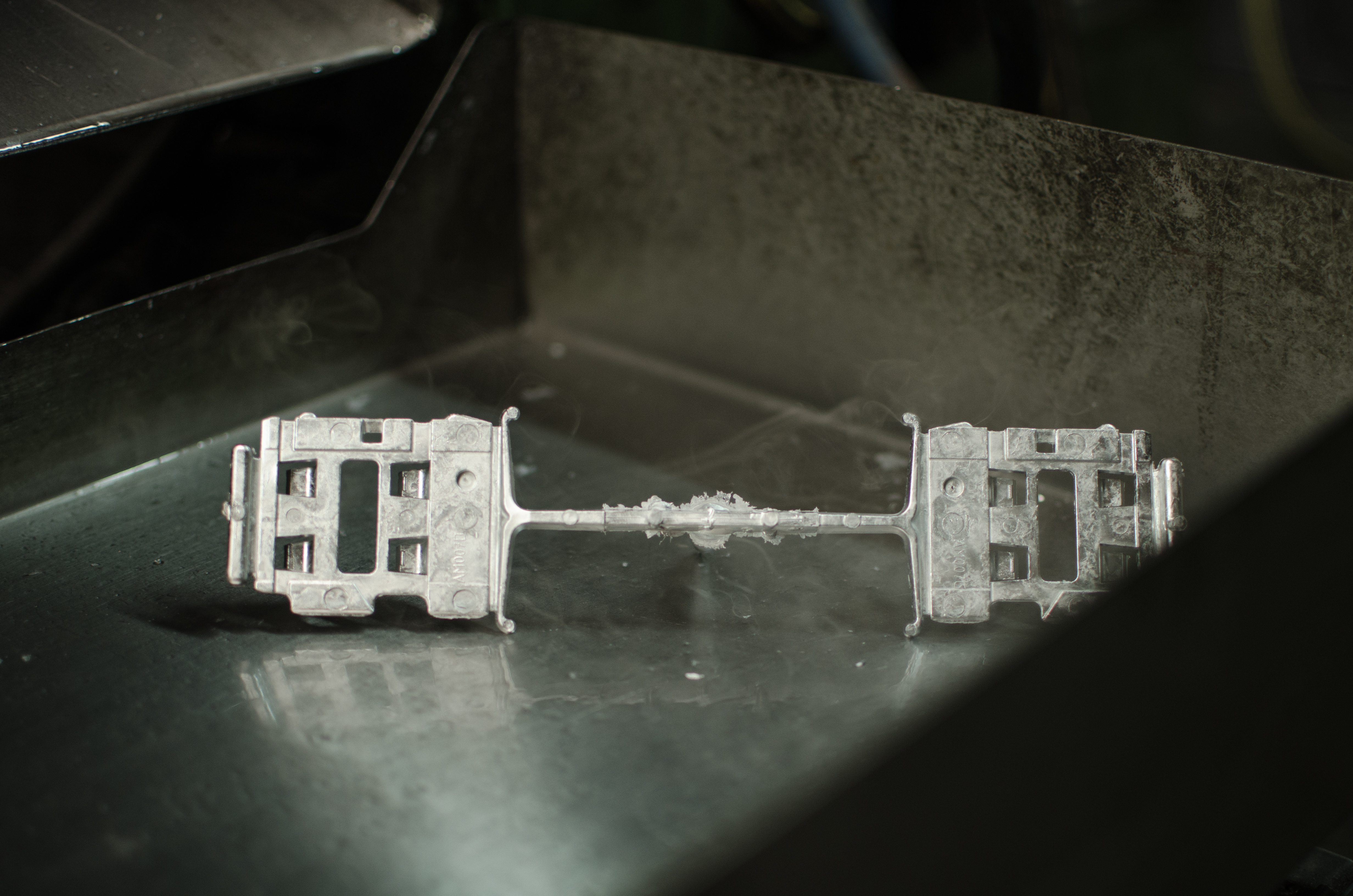
Grappe.

### Finition, ébavurage
Plusieurs procédés de finition peuvent être appliqués sur les pièces brutes :
- grenaillage : projection d’une poudre métallique, en général pour supprimer les bavures de moulage à l’intérieur d’une machine permettant de traiter un lot de pièces (procédé vrac) ;
- sablage : projection d’une poudre métallique sur la pièce à l’aide d’un jet dirigé (procédé unitaire, plus précis) ; cela permet de traiter à la fois les bavures et l’état de surface ;
- tribofinition : les pièces sont placées dans un bac vibrant contenant des cailloux abrasifs en céramique ou en matériaux polymères ; le frottement des cailloux sur les pièces réduit les traces laissées par les plans de joint et adoucit les angles vifs ;
- émerisage : les contours de la pièce peuvent être adoucis par un procédé abrasif, manuellement ou à l’aide d’un robot ;
- ébavurage : les bavures, potentiellement présentes dans les zones de fermeture de l’outillage, peuvent être retirées manuellement à l’aide d’un outil coupant ;
- polissage : les surfaces de la pièce peuvent être rendues lisses par un procédé abrasif ; ce procédé est souvent utilisé préalablement à un traitement de surface de très haute qualité d’aspect.

### Usinage
Une bonne conception de pièce, associée au procédé d’injection des alliages de zinc, permet d’obtenir des pièces ayant des formes complexes, des détails précis et un fini de surface qui rendent possible la réalisation de certains filetages et taraudages lors de l’injection. Cependant, des opérations de reprise peuvent être nécessaires à la finition des pièces : annuler certaines dépouilles, tenir des tolérances très serrées, réaliser des filetages ou des taraudages qui ne peuvent venir de moulage. L’usinabilité des alliages de zinc est excellente. En règle générale, on utilise des vitesses de coupe élevées, une avance réduite et une lubrification abondante. Après usinage, les pièces sont lavées et dégraissées pour être débarrassées des copeaux et des traces de lubrifiant. La ductilité du zamak permet de réaliser des taraudages par refoulement, ce qui permet d’éviter la formation de copeaux.

### Revêtement
Les possibilités de revêtement sur pièces en alliages de zinc sont multiples et permettent d’améliorer certaines caractéristiques comme la résistance à l’abrasion ou au frottement, d’obtenir une grande variété de présentations et d’aspects décoratifs, de renforcer leur tenue dans des conditions corrosives particulières.
- Traitements de conversion : les principaux traitements de conversion appliqués sur zinc sont la chromatation, la passivation, les phosphatations.
- Traitements par voie électrolytique : ils sont généralement utilisés dans des buts décoratifs et/ou de protection contre la corrosion. Tous les dépôts électrolytiques courants peuvent être effectués sur les alliages de zinc : cuivre, laiton, nickel, chrome, or, argent, etc. Hormis le laiton, ils nécessitent une sous-couche de cuivre afin d’éviter l’attaque du zinc.
- Peintures : peinture par cataphorèse, peinture liquide ou peinture en poudre.
- Métallisation sous vide : il est possible de déposer sur les alliages de zinc des matériaux métalliques (purs ou alliés), des oxydes ou des produits carbonés par les techniques de métallisation sous vide.
- Dépôts de polytétrafluoréthylène (PTFE) : ils sont utilisés lorsque l’on rencontre des problèmes de corrosion (sel blanc) et de frottement sur alliages de zinc.

### Assemblage et surmoulage
Afin d’éliminer des opérations d’usinage (perçage, filetage et taraudage) et supprimer les éléments d’assemblage (vis, écrous, rivets), les alliages de zinc offrent la possibilité de réaliser des liaisons du type :
- sertissage / rivetage ;
- vissage ;
- emmanchement ;
- collage ;
- insert surmoulé ;
- surmoulage d’une pièce en zamak.

## Injection sous pression chambre chaude
Le procédé d’injection sous pression d’un métal à l’état liquide permet la production de pièces minces aux formes les plus complexes avec des tolérances dimensionnelles très serrées. Le principe de la fonderie sous pression en chambre chaude est le plus répandu, grâce entre autres à ses avantages technico-économiques.

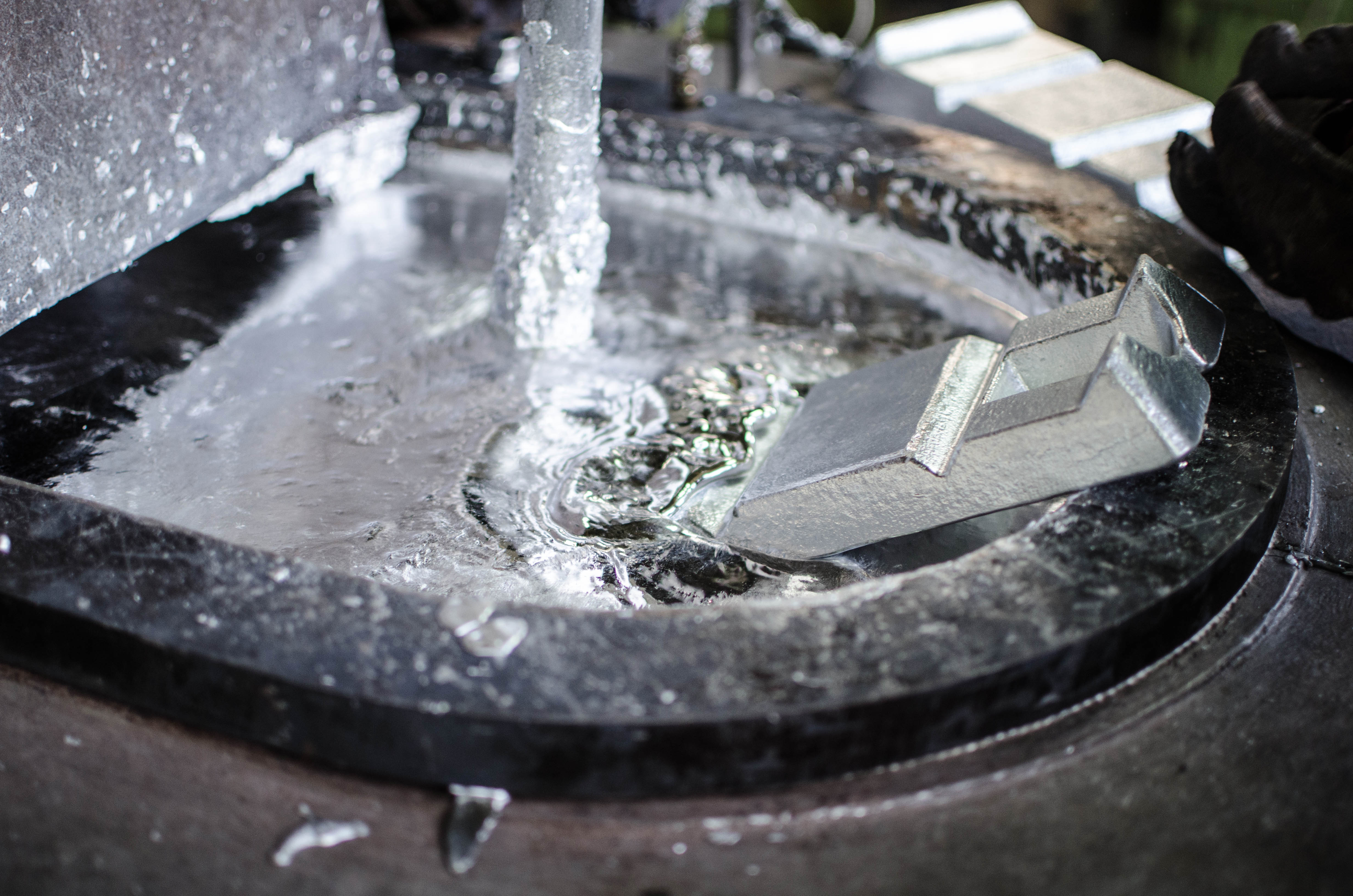
Zamak à l'état liquide.

Le zamak se prête bien à l'injection sous pression chambre chaude et permet ainsi de réaliser des pièces d'une bonne précision (de l'ordre du centième de millimètre) avec un temps de cycle court (moins de deux secondes pour les petites pièces à trente secondes pour les pièces plus massives). Dans ce cas, les moules ressemblent à ceux utilisés pour les matériaux thermoplastiques ; le système d'alimentation ainsi que la nature des aciers sont différents. À cause de la fluidité du zamak à l’état liquide, supérieure à celle de l’eau, un grand soin doit être apporté à la réalisation des fermetures de l’outillage afin d’éviter la formation de bavures.
Le creuset est attenant au groupe fermeture du moule. L’ensemble gooseneck (col de cygne) et piston est immergé dans le bain de métal liquide. L’alliage est conduit jusqu’aux empreintes au travers du col de cygne, de la buse machine et des canaux d’alimentation du moule. La pièce est éjectée du moule. Le piston revient en position haute, l’orifice du col de cygne est libéré et la chambre d’injection se remplit automatiquement du métal fondu. La machine est alors prête pour l’injection suivante.
Les cadences de production sur machines conventionnelles à chambre chaude sont élevées et peuvent dépasser mille injections par heure pour des pièces minces et de faibles dimensions.
Les presses à injecter sont caractérisées par leur force de fermeture. Celle-ci est en réalité la résistance qu’offre la machine aux efforts d’injection tendant à ouvrir le moule. Lorsque la machine est fermée, la pression d’injection est transmise aux colonnes de la machine. La force de fermeture est donc la tension maximum admissible pour rester dans la déformation élastique des colonnes au moment de l’injection.

## Recyclage
Les alliages de zinc répondent parfaitement aux exigences d’écoconception puisqu’ils sont totalement recyclables. Ils conservent leurs propriétés mécaniques, quel que soit le nombre de refusions. La filière de recyclage existe depuis longtemps et permet la collecte et le tri automatique des déchets aux différentes étapes du procédé, depuis l’élaboration des lingots de matière première aux pièces en fin de vie.
Ainsi, les déchets identifiés comme étant en alliages de zinc (jet de coulée, pièces en fin de vie) sont refondus. Le bain obtenu est alors filtré, analysé, remis au titre, et analysé de nouveau pour vérifier sa conformité à la norme puis coulé sous forme de lingots prêts à être utilisés de nouveau.